# Dominique Dyens
Dominique Dyens, née le 3 octobre 1965 , est une écrivaine française.

## Biographie
Mère de trois enfants, elle vit à Paris.

## Œuvres
- La Femme éclaboussée, Paris, Éditions Denoël, Héloïse d’Ormesson, 2000, 240 p.  (ISBN 978-2-207-25116-4) - rééd. Éditions Héloïse d’Ormesson, 2014
- C’est une maison bleue, Paris, Éditions Denoël, Héloïse d’Ormesson, 2001, 294 p.  (ISBN 2-207-25243-4)
- Maud à jamais, Paris, Éditions Denoël, Héloïse d’Ormesson, 2003, 387 p.  (ISBN 2-207-25318-X)
- Éloge de la cellulite et autres disgrâces. Nouvelles caustiques, Paris, Éditions Héloïse d’Ormesson, 2006, 171 p.  (ISBN 2-35087-020-0)
- Délit de fuite, Paris, Éditions Héloïse d’Ormesson, 2008, 183 p.  (ISBN 978-2-35087-103-5)
- Intuitions, Paris, Éditions Héloïse d’Ormesson, 2011, 186 p.  (ISBN 978-2-35087-162-2)
- Par cœurs, nouvelles, Paris, Éditions Thierry Magnier, 2011, 129 p.  (ISBN 978-2-36474-020-4)
- Lundi noir, Paris, Éditions Héloïse d’Ormesson, 2013, 206 p.  (ISBN 978-2-35087-225-4)
- Cet autre amour, Paris, Éditions Robert Laffont, 2017, 234 p.  (ISBN 978-2-221-19745-5)